# Força de Defesa Nacional da Etiópia

Bandeira das forças armadas etíopes

A Força de Defesa Nacional da Etiópia é o exército da Etiópia. A direção civil dos militares é realizada através do Ministério da Defesa, que supervisiona as forças terrestres, a força aérea e o setor da indústria de defesa. O atual ministro da Defesa é Motuma Mekassa.
O tamanho das Forças de Defesa Nacional da Etiópia flutuaram significativamente desde o final da guerra Etiópia-Eritreia em 2000. Em 2002, as Forças de Defesa da Etiópia tinham uma força de aproximadamente 400.000 soldados. Este foi aproximadamente o mesmo número mantido durante o regime Derg que caiu para as forças rebeldes em 1991. No entanto, esse número foi posteriormente reduzido e em janeiro de 2007, durante a Guerra na Somália, as forças etíopes foram aumentadas pora cerca de 300.000 soldados.  Em 2012, se estimava que as forças terrestres tinham 135.000 militares e a força aérea 3.000 militares.
A partir de 2012, as Forças de Defesa Nacional da Etiópia passaram a consistirem de dois ramos separados: as Forças Terrestres e a Força Aérea da Etiópia. A Etiópia possui várias organizações industriais de defesa que produzem e reformulam diferentes sistemas de armas. A maioria destes foram construídos sob o regime de Derg, que planejou um grande complexo industrial militar. As Forças de Defesa Nacional da Etiópia dependem do serviço militar voluntário de pessoas acima de 18 anos de idade. Embora não haja serviço militar obrigatório, as forças armadas podem realizar convocações quando necessário e a conformidade é obrigatória.
Sendo um país sem litoral, a Etiópia não possui forças navais.

## História
As origens e as tradições militares do exército etíope remontam à história antiga da Etiópia. Devido à localização da Etiópia entre o Oriente Médio e a África, a mesma sido alvo de invasões e agressões estrangeiras. Em 1579, a tentativa do Império Otomano de se expandir na linha costeira em Massawa foi derrotada pelos etíopes. O Exército do Império Etíope também conseguiu derrotar os egípcios em 1876 em Gura, liderados pelo imperador etíope Yohannes IV. Clapham escreveu na década de 1980 que os "abissínios [sofreram] de um 'complexo de superioridade' que pode ser atribuído a Gundet, Gura e Adwa".
O primeiro batalhão do exército etíope foi organizado em fevereiro de 1899 por Nikolay Leontiev, este formou o batalhão regular, cujo núcleo se tornou a companhia de voluntários dos ex-atiradores do Senegal , que ele escolheu e convidou da África Ocidental, com treinamento dos oficiais russos e franceses. A primeira orquestra militar etíope foi organizada ao mesmo tempo.

### Batalha de Adwa
A Batalha de Adowa é a mais conhecida vitória das forças etíopes sobre os invasores. Esta manteve a existência da Etiópia como um estado independente. Ocorreu em 1 de março de 1896 contra o Reino da Itália, perto da cidade de Adwa, onde fora a batalha decisiva da Primeira Guerra Ítalo-Etíope. O exército etíope tinha um  plano estratégico sediado na figura de Menelik, onde este apesar de lidar com um sistema feudal de organização e circunstâncias adversas conseguiu o realizar. Um papel especial foi desempenhado pelos conselheiros militares russos e pelos voluntários da missão de Leontiev.  O primeiro problema sério foi a qualidade de suas armas, já que as autoridades coloniais italianas e britânicas conseguiram sabotar o transporte de 60.000 a 100.000 modernos rifles Berdan da Rússia para a Etiópia.

### Conflito fronteiriço contra os Britânicos em 1896–1899
Após a bem-sucedida captura colonial do Sudão, Quênia e Uganda pelos britânicos a ameaça contra a Etiópia tornou-se um perigo real, que diminuiu apenas após o início da Segunda Guerra dos Bôeres, em 1899. O exército etíope tornou-se mais efetivo contra as forças coloniais britânicas realizando treinamento e modernizações. Várias expedições das forças britânicas foram detidas na fronteira por forças etíopes que temiam uma expansão colonial. Preocupados com o nível de suas tropas Menelik II enviou os primeiros oficiais etíopes para serem treinados na escola de cadetes russos em 1901, de 30 a 40 oficiais etíopes foram treinados na Rússia no período entre 1901 até 1913.

### Reinado de Haile Selassie I

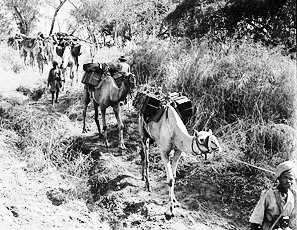
Tropas etíopes transportam suprimentos de camelo através da vegetação durante a campanha da África Oriental.

Uma grande modernização do exército ocorreu sob a regência de Tafari Mekonnen, que mais tarde reinou como o imperador Haile Selassie I. Ele criou um guarda-costas imperial, o Kebur Zabagna, em 1917, essa tropa era de elite e fora treinada na academia militar francesa em Saint-Cyr e conselheiros militares belgas. Ele também criou sua própria escola militar em Holeta em janeiro de 1935. Nessa época se deu a fundação da aviação militar etíope que fora iniciada em 1929, quando Tafari Mekonnen contratou dois pilotos franceses e adquiriu quatro biplanos franceses. Na época da invasão italiana de 1935, a força aérea tinha quatro pilotos e treze aeronaves.
No entanto, esses esforços não foram suficientes nem instituídos em tempo suficiente para impedir a crescente onda do fascismo italiano. A Etiópia perdeu sua independência na invasão italiana da Etiópia de 1935-36, marcada pela primeira vez em que a Etiópia foi colonizada por uma potência estrangeira. O país recuperou sua independência após uma Campanha durante a Segunda Guerra Mundial em 1941 onde a mesma lutou ao lado dos aliados. Depois que os italianos foram expulsos do país, uma missão militar britânica na Etiópia, sob o comando do major-general Stephen Butler, foi criada para reorganizar o exército etíope. O Acordo Anglo-Etíope de 1944 criou o Ministro da Guerra da Etiópia.
A Etiópia comprou vinte tanques AH-IV da Suécia em 1948, estes chegaram em Djibouti em 9 de maio de 1950, depois do qual foram levados de trem para Adis Abeba, eles foram usados até a década de 1980, quando participaram da luta contra a Somália.

### Guerra da Coreia

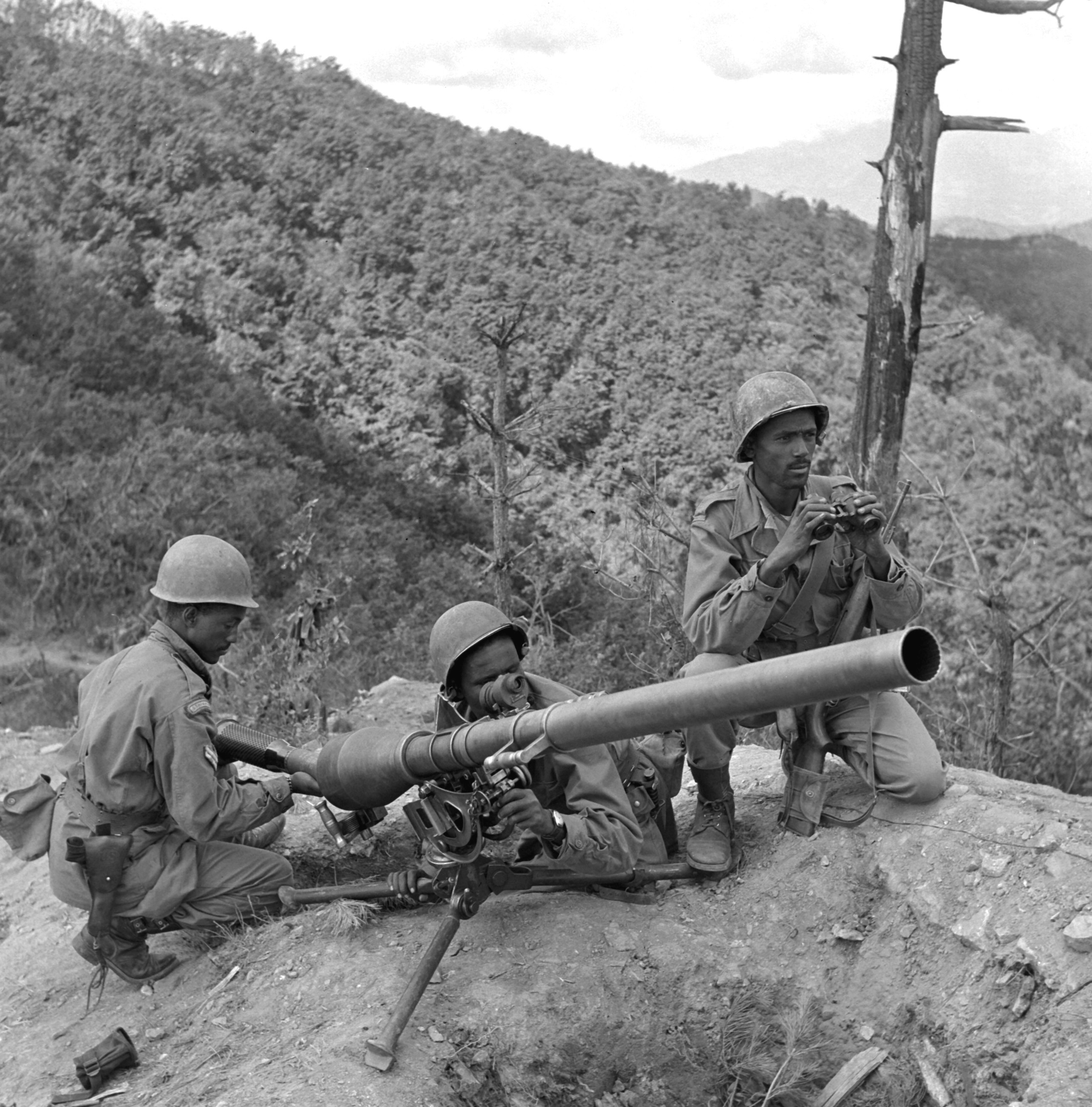
Soldados etíopes na Guerra da Coreia, 1951

Segundo as ordens de Haile Selassie, a Etiópia enviou um contingente sob o comando do General Mulugeta Buli, conhecido como o Batalhão Kagnew, para participar da Guerra da Coreia. Ele foi anexado à 7ª Divisão de Infantaria Americana e lutou em vários combates, incluindo a Batalha de Pork Chop Hill. 3.518 tropas etíopes serviram na guerra, onde 121 foram mortos e 536 feridos durante a Guerra da Coreia.
Em 22 de maio de 1953, foi assinado um Acordo de Assistência à Defesa Mútua EUA-Etíope. Um Grupo Consultivo de Assistência Militar dos EUA foi enviado para a Etiópia e iniciou seu trabalho reorganizando o exército em três divisões. Em 25 de setembro de 1953, Selassie criou o Ministério Imperial da Defesa Nacional que unificou o Exército, a Força Aérea e a Marinha. A Primeira, Segunda e Terceira Divisões foram estabelecidas com suas sedes em Adis Abeba, Asmara e Harar, respectivamente. Em 1956, as três divisões tinham um total de 16.832 soldados. Em maio de 1959, ele estabeleceu o Exército Territorial Imperial como uma força de reserva que fornecia treinamento militar a funcionários públicos.
Etiópia contribuiu com tropas para a operação das Nações Unidas no Congo  - a Operação das Nações Unidas no Congo - de julho de 1960. Em 20 de julho de 1960, 3.500 soldados da ONUC haviam chegado ao Congo. Os 3.500 consistiam em 460 tropas da Etiópia (que mais tarde se tornariam na Brigada Tekil), bem como tropas de Gana, Marrocos e Tunísia. O imperador etíope Haile Selassie levantou cerca de 3.000 militares para  sua própria segurança - cerca de 10% da força total do exército etíope naquela época - e fez parte da força de paz da ONU no Congo, junto com um esquadrão da força aérea. Este batalhão voluntário da Guarda Imperial foi autorizado pelo Imperador. A Brigada Tekil (ou “Tekel”) estava estacionada em Stanleyville. Entre as entregas de equipamentos nos EUA relatados para a Etiópia foram 120 veículos blindados de transporte M59 e 39 M75 .

## Tomada do poder pelo Derg em 1974 e conseqüências
O Comitê de Coordenação das Forças Armadas, Polícia e Exército Territorial, ou Derg, foi oficialmente anunciado em 28 de junho de 1974 por um grupo de oficiais militares para manter a lei e a ordem devido à impotência do governo civil após revoltas generalizadas nas forças armadas da Etiópia frente a Haile Selassie I no início daquele ano, apesar disso os membros do Derg não estavam diretamente envolvidos nessas revoltas, um primeiro comitê já havia sido estabelecido no dia 23 de março, no entanto, ao longo dos meses seguintes, radicais do exército etíope chegaram a acreditar que ele estava agindo contra o regime, após um escândalo envolvendo essa comissão o Derg fora anunciado. O Derg incluía representantes das 40 unidades das Forças Armadas da Etiópia, isso garantiu a plena associação dos militares ao regime".
A comissão elegeu o Major Mengistu Haile Mariam como seu presidente e o Major Atnafu Abate como vice-presidente. Nos meses seguintes à sua fundação, o poder do Derg aumentou de forma constante e em julho de 1974, a comissão Derg obteve as principais concessões do imperador Haile Selassie, que incluíam o poder de prender não apenas oficiais militares, mas funcionários do governo em todos os níveis, após isso um expurgo no governo etíope foi realizado. Quando Derg assumiu o controle efetivo da Etiópia, decidiram adquirir equipamentos e fontes de métodos organizacionais e de treinamento da União Soviética e de outros países do Comecon, especialmente Cuba. Durante este período, as forças etíopes foram utilizadas contra vários grupos guerrilheiros, principalmente durante as campanhas na Eritreia e durante a Guerra Civil Etíope e em 1977 repeliram uma invasão lançada pela Somália na Guerra de Ogaden (1977-1978).
O exército etíope cresceu consideravelmente sob o domínio de Derg (1974-1987), e a República Popular Democrática da Etiópia sob M comando de Mengistu (1987-1991).
A guerra Eritreia-Etiópia

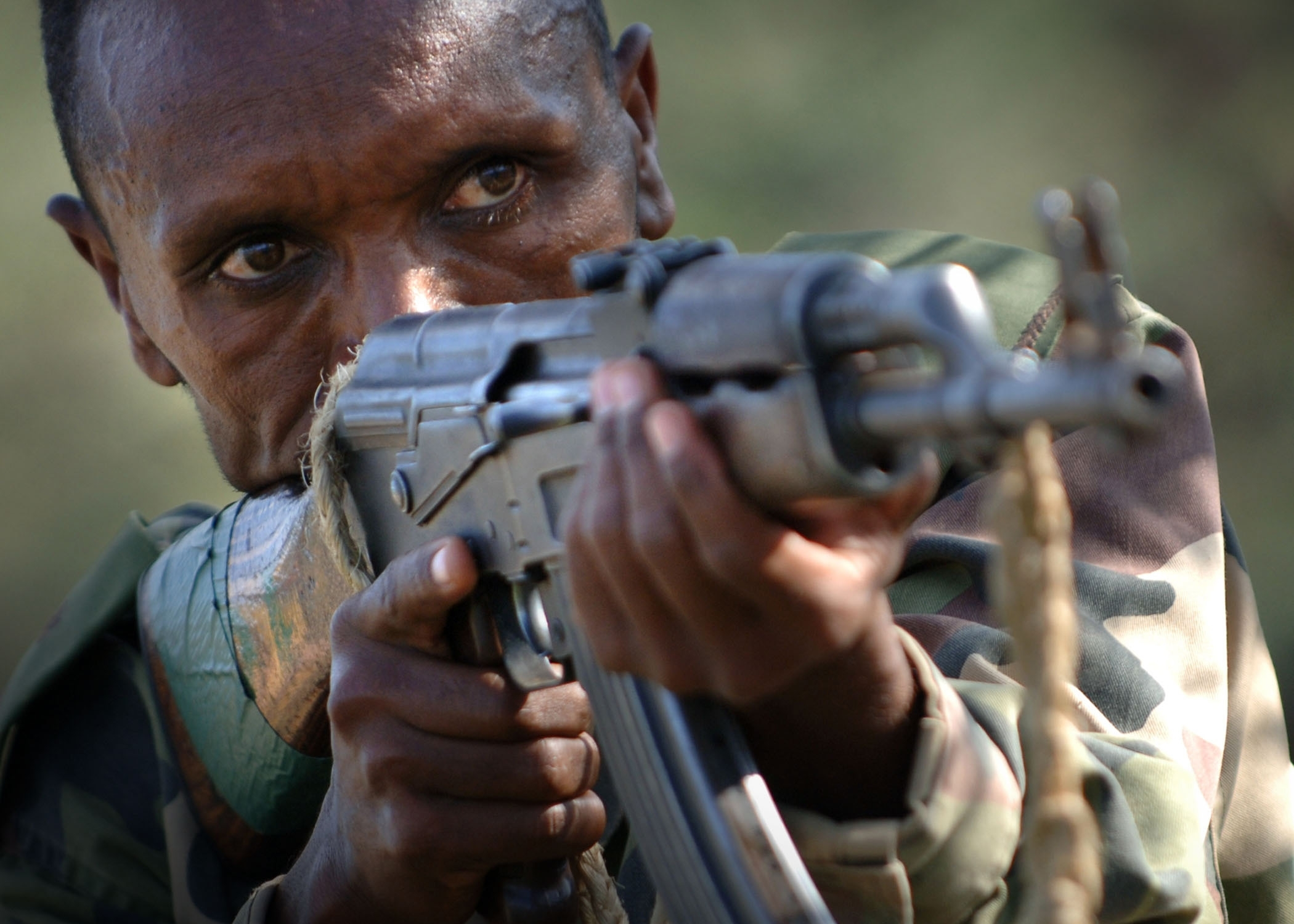
Soldado da Força de Defesa Nacional da Etiópia, 2006.

Os antigos aliados EPRDF e PFDJ (ex-EPLF) lideraram seus países Etiópia e Eritréia, respectivamente, na Guerra Eritreia-Etíope de 1998. A guerra foi travada na região disputada de Badme. Durante o curso da guerra, alguns comandantes e pilotos do antigo exército e da força aérea foram chamados ao dever. Após o fim da guerra, a Comissão das Fronteiras Eritreia-Etiópia, um órgão fundado pela ONU, estabeleceu que a região de Badme tinha de fato pertencido à Eritréia. Embora os dois países estejam agora em paz, a Etiópia rejeitou os resultados da decisão do tribunal internacional e continua a ocupar Badme. A maioria dos observadores concorda que a rejeição da Etiópia ao direito internacional, juntamente com o elevado número de soldados mantidos na fronteira por cada lado, significa que os dois países ainda estão efetivamente em conflito. Após os ataques de 11 de setembro de 2001, o exército etíope começou a treinar com a Força Tarefa Conjunta Combinada dos EUA sediada no Chifre da África. A Etiópia permitiu que os EUA estacionassem assessores militares em seu território,  esse esforço resultou que em 2003 fosse formando um batalhão antiterrorismo etíope de elite.

### Participação na Somália
As primeiras participações etíopes na Somália foram o apoio de tropas etíopes na expulsão do Conselho Supremo das Côrtes Islâmicas de Mogadíscio, na Somália. Em dezembro de 2006, o exército da Etiópia interveio decididamente na Somália para enfrentar abertamente o Conselho Supremo das Côrtes Islâmicas, inicialmente ganhando a Batalha de Baidoa. Isso levou à tomada definitiva de Mogadíscio por tropas etíopes e milícias somalis.

## Apoio a ONU nas missões de paz
A Etiópia serve e serviu em várias missões de manutenção da paz ordenadas pelas Nações Unidas e pela União Africana. Lugares onde estas missões foram realizados incluem a Costa do Marfim, na fronteira do Burundi, e em Ruanda. Duas grandes missões etíopes estão ativas na Libéria e em Darfur, milhares de soldados pacificadores etíopes também estão envolvidos na operação conjunta da União Africana/Nações Unidas em Darfur, no oeste do Sudão. O Conselho de Segurança autorizou uma força da UNAMID de cerca de 26.000 soldados. A Etiópia também fornece toda a força para a missão Abyei da ONU, a Força Interina de Segurança das Nações Unidas para Abyei que também é comandada por um oficial etíope.

## Equipamento moderno das forças terrestres

### Armas de infantaria
| Nome               | Tipo                        | Origens          | Notas |
| ------------------ | --------------------------- | ---------------- | --- |
| Makarov            | Pistola semi-automática     | União Soviética  | [ 38 ] |
| Beretta Modelo 38  | Metralhadora de mão         | Itália           | [ 38 ] |
| UZI                | Metralhadora de mão         | Israel           | [ 38 ] |
| AK-103             | Rifle de assalto            | Rússia · Etiópia | O Complexo de Engenharia de Armamento de Gafat produz o rifle AK-103 na Etiópia. Suplementa o AKM e o AK-47 nas Forças Armadas Etíopes. |
| AK-47              | Rifle de assalto            | Rússia · Etiópia | [ 38 ] [ 39 ] |
| AKM                | Rifle de assalto            | União Soviética  | 100.000+ |
| BM59               | Rifle de assalto            | Itália           | [ 38 ] |
| G3                 | Rifle de assalto            | Alemanha         | [ 40 ] |
| Vz. 58             | Rifle de assalto            | Checoslováquia   | [ 38 ] |
| RP-46 "Degtyaryov" | Metralhadora leve           | União Soviética  | [ 38 ] |
| RPD                | Metralhadora leve           | União Soviética  | [ 38 ] |
| RPK                | Metralhadora leve           | União Soviética  | [ 38 ] |
| DShK               | Metralhadora pesada         | União Soviética  | [ 38 ] |
| PSL (rifle)        | Rifle de atirador designado | Roménia          | Foi usado pelo treinamento de soldados etíopes com uma contraparte da 10ª Divisão de Montanha dos EUA.                                  |

### Tanques e veículos de combate blindados
O Balanço Militar de 2012 estimou que cerca de 450 veículos de combate blindados BRDM, BMP, BTR-60, BTR-152 e Tipo 89 e veículos blindados estavam em serviço.
| Nome             | Tipo                              | Origens         | Notas |
| ---------------- | --------------------------------- | --------------- | --- |
| T-72             | Tanque de batalha principal       | Ucrânia         | 300+ entregues. Mais de 200+ da Ucrânia, 60 foram comprados da Ucrânia e alguns estavam em serviço da União Soviética                 |
| T-62 , T-54/55   | Tanque de batalha principal       | União Soviética | |
| ASU-57           | Arma de assalto                   | União Soviética | várias dúzias recebidas em 1977 |
| BTS-5B           | Veículo de recuperação blindado   | Ucrânia         | 4 ex-ucraniano; Versão BTS-5B; possivelmente modernizado antes da entrega                                                             |
| BMP-1            | Veículo de combate de infantaria  | União Soviética | 80 recebido. Estes veículos foram encomendados em 1977 da União Soviética e entregues entre 1977 e 1978. Condição atual desconhecida. |
| YW-534 / Type-89 | Transportador de pessoal blindado | China           | 10 entregues em 2013 |
| WZ-523 / Type-05 | IFV                               | China           | 20 entregues em 2013 |

### Artilharia
| Name                 | Type                            | Quantity | Origins                              | Notes           |
| -------------------- | ------------------------------- | -------- | ------------------------------------ | --------------- |
| Type-88\WA-021       | 155mm self-propelled howitzer   | 18       | China                                |                 |
| M-109\|M-109A1       | 155mm self propelled howitzer   | 17       | Estados Unidos                       |                 |
| Type-63              | 107mm MRLS                      | 25       | China                                |                 |
| BM-21 Grad           | 122mm MRLs                      | 158      | União Soviética                      |                 |
| 2S19 Msta            | 152mm SPH                       | 12       | Rússia                               | [ 4 ]           |
| 2S5                  | 152mm SPH                       | 10       | Rússia\ União Soviética              |                 |
| 2S1 Gvozdika         | 122mm SPH                       | 10+      | União Soviética                      | [ 4 ]           |
| D-20                 | 152mm towed howitzer            | 20       | União Soviética                      |                 |
| M-46                 | 130mm towed gun                 | +        | Rússia\ União Soviética\ Cazaquistão | 138 entregues   |
| D-30                 | 122mm towed howitzer            | 250      | Rússia\ União Soviética\ Cazaquistão | 640 entregues   |
| M-30                 | 122mm towed howitzer            | 100      | União Soviética                      | 250 entregues   |
| M101                 | 105mm towed howitzer            | ?        | Estados Unidos                       | 52 entregues    |
| Oto Melara Pack M-56 | 105mm towed howitzer            | ?        | Itália                               | 4-40 entregues  |
| T-12 2A19            | 100mm gun                       | +        | União Soviética                      | 50 entregues    |
| D-44                 | 85mm gun                        | ?        | União Soviética                      |                 |
| ZIS-3 M-1943         | 76mm gun                        | ?        | União Soviética                      |                 |
| M116                 | 75mm Pack howitzer              | ?        | Estados Unidos                       | 36 entregues    |
| M-43                 | 120mm heavy mortar              | 100 +    | União Soviética                      |                 |
| QF-25                | 25PDR 87.6mm towed gun\howitzer | reported | Reino Unido                          | Fora de serviço |
| M30                  | 107mm heavy mortar              | +        | Estados Unidos                       | 146 entregues   |
| M2                   | 107mm heavy mortar              | +        | Estados Unidos                       | 140 entregues   |
| M-43                 | 82mm medium mortar              | +        | União Soviética                      |                 |
| M29\M-29A1           | 81mm medium mortar              | +        | Estados Unidos                       |                 |
| M1                   | 81mm medium mortar              | +        | Estados Unidos                       |                 |
| M19                  | 60mm light mortar               | +        | Estados Unidos                       |                 |

### Defesas Aéreas e Armas Antitanque
| Name                    | Type                            | Quantity        | Origins                  | Notes              |
| ----------------------- | ------------------------------- | --------------- | ------------------------ | ------------------ |
| HQ-64 / LY-60           | Míssil terra-ar                 | 1               | China                    |                    |
| Kolchuga passive sensor | Estação passiva de radar        | 3               | Ucrânia                  |                    |
| ZSU-23-4 "Shilka"       | Artilharia Antiaérea            | 60              | União Soviética          |                    |
| ZSU-57-2                | Artilharia Antiaérea            | 10              | União Soviética          |                    |
| SA-3 Goa                | Míssil terra-ar                 | 25(x4)          | União Soviética          | S-125 Neva\Pechoca |
| SA-2 Guideline          | Míssil terra-ar                 | 18              | União Soviética          | S-75 Dvina         |
| SA-6 Gainful            | Míssil terra-ar                 |                 | União Soviética          | 2K12 Kub           |
| SA-4 Ganef              | Míssil terra-ar                 |                 | União Soviética          | 2K11 Krug          |
| SA-9 Gaskin             | Míssil terra-ar                 |                 | União Soviética          | 9K31 Strela-1      |
| Kombat                  | Míssil Antitanque               | 250             | Ucrânia                  | [ 43 ]             |
| SA-7/SA-7B              | Arma Antiaérea portátil         |                 | União Soviética          | [ 4 ]              |
| M-1939                  | 37mm Arma Antiaérea             |                 | União Soviética          |                    |
| S-60                    | 57mm Arma Antiaérea             |                 | União Soviética          |                    |
| ZPU                     | 14.5mm x2\4 Arma Antiaérea      |                 | União Soviética          |                    |
| Son-9                   | Estação de controle de Radar    | 20              | União Soviética          |                    |
| Oerlikon-S              | 20mm Arma Antiaérea             | Fora de Serviço | Suíça                    |                    |
| Bofors M36              | 40mm Arma Antiaérea             | Fora de Serviço | Suécia\ Estados Unidos   |                    |
| BGM71-A\C TOW           | Míssil antitanque               | 22              | Estados Unidos           |                    |
| AT-14 Kornet-E          | Míssil antitanque               | 80              | Rússia                   |                    |
| AT-6 Spiral             | Míssil antitanque               | 10              | União Soviética          | 9K114 Shturm       |
| AT-4 Spigot             | Míssil antitanque               | 50              | União Soviética          | 9K-111 Fagot       |
| AT-3 Sagger             | Míssil antitanque               | 1,000           | União Soviética          |                    |
| Nord SS-11              | Míssil antitanque               | 4               | França                   |                    |
| RPG-7\RPG-7V            | lançador de foguetes antitanque |                 | União Soviética\ Etiópia |                    |
| RPG-18                  | lançador de foguetes antitanque |                 | Rússia                   |                    |
| M72 LAW                 | lançador de foguetes antitanque |                 | Estados Unidos           |                    |
| M79                     |                                 | 1,009           | Estados Unidos           |                    |
| B-11                    | 107mm                           |                 | União Soviética          |                    |
| M40A1C                  | 105\6mm                         |                 | Estados Unidos           |                    |
| B-10                    | 82mm                            |                 | União Soviética          |                    |
| QLZ-87                  | 35×32 mm                        |                 | China                    |                    |

### Logística e veículos de apoio
| Nome                | Tipo                         | Quantidade | Origens                         | Notas                                                 |
| ------------------- | ---------------------------- | ---------- | ------------------------------- | ----------------------------------------------------- |
| HMMWV               | Veículo polivalente blindado | 2.100      | Estados Unidos                  | Vendido sob as vendas militares estrangeiras dos EUA. |
| ZiL                 | caminhão                     | +          | União Soviética                 |                                                       |
| Ural                | caminhão                     | +          | União Soviética                 |                                                       |
| PTS-M               | Transportador anfíbio        | +          | União Soviética                 |                                                       |
| Reo M35             | caminhão                     | +          | Estados Unidos                  |                                                       |
| Gaz-63              | caminhão                     | +          | União Soviética                 |                                                       |
| Gaz-3308            | caminhão                     | +          | Rússia                          |                                                       |
| UAZ -469            | utilitário                   | +          | ligação=\|borda União Soviética |                                                       |
| M37                 | Caminhão leve                | +          | Estados Unidos                  |                                                       |
| Toyota Land Cruiser | utilitário                   | +          | Japão                           |                                                       |
| Mercedes Benz       | caminhão                     | +          | Alemanha                        |                                                       |
| Ford M151 A1 \ 2    | jipe                         | +          | Estados Unidos                  |                                                       |
| Jipe Willys         | jipe                         | +          | Estados Unidos                  |                                                       |
| MTU-55              | AVLB                         | +          | União Soviética                 |                                                       |
| T-55 ARV            | Tanque de recuperação        | +          | União Soviética                 |                                                       |